# Port Colborne
Port Colborne es una ciudad localizada en la provincia canadiense de Ontario, en la Municipalidad Regional de Niágara. Su área es de 123,37 km², su población es de 18 450 habitantes, y su densidad poblacional es de 149,6 hab/km² (según el censo canadiense de 2001).

## Historia
En la época precolonial, los pueblos indígenas de la Nación Neutral vivían en la zona, debido en parte a la disponibilidad inmediata de sílex y cuarzo de los afloramientos en la Escarpa de Onondaga. Esta ventaja se vio disminuida por la introducción de armas de fuego por parte de los comerciantes europeos, y fueron expulsados por los iroqueses alrededor del año 1650 como parte de las Guerras Beaver o de los Castores.
Originalmente llamada Gravelly Bay, con una bahía poco profunda y con suelo de roca, la ciudad actual de Port Colborne tiene sus raíces en los asentamientos leales del Imperio Unido que crecieron en el área tras la Revolución Americana. El crecimiento se centró alrededor del extremo sur del Canal de Welland, una vez conocido al lago Erie en 1833. La ciudad sufrió una explosión en 1919, cuando un elevador de granos mató a 10 personas e hirió a otras 16.
A medida que la población aumentó, el condado de Welland se formó en 1845 a partir del condado de Lincoln (Ontario) y Port Colborne se incorporó como aldea en 1870. Se convirtió en ciudad en 1918 y se fusionó con la vecina aldea de Humberstone en 1952. En 1966 volvieron a separarse y 4 años después, en 1970, la reestructuración de la Municipalidad Regional de Niágara le agregó nuevamente el municipio de Humberstone, ampliando aún más la ciudad.